# 崇道神学院
崇道神学院是民国时期一所位于山西省汾阳县的宗教院校。

## 历史沿革

### 汾阳基督教神道学校
清代光绪年间基督教传入汾阳县并在当地建立教会。至民国成立，已经传播到周边各县乃至陕北。由于缺乏传教人员，教会于1913年（民国二年）在汾阳县城的西门街成立汾阳基督教神道学校，负责培养传教士，校长为美国传教士黎金盘。1916年（民国五年），中国人成均庵担任校长。1923年（民国十二年），成均庵赴美留学，任尔福继任校长。

### 崇道妇女学校
1915年（民国四年）当地教会设立崇道妇女学校，专门培养女传教士。学制3年，校长为梅美瑞。由于学生大多是不识字的家庭妇女，因此学校的课程从识字教起。

### 两校合并
1926年（民国十五年），神道学校和崇道妇女学校合并为崇道神学院。学院分设男女两部，院长为王景文。为了适应在农村传教的需要，除了基督教课程之外，学院还有社会学、经济学、心理学以及农业、毛织、畜牧等课程。1937年“七七事变”后，由于日军进攻山西，学院被迫停办。